# Arbeitsmittel

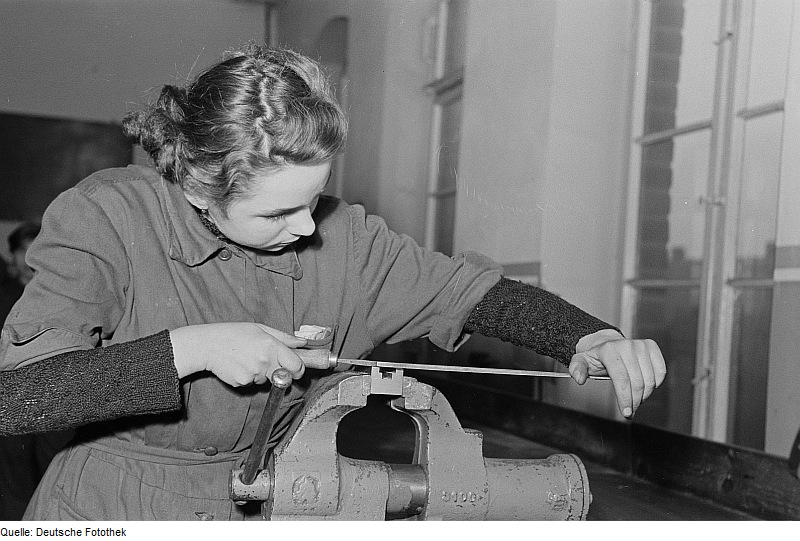
Lehrling an einer Werkbank (1952): Die Werkbank und ihre unmittelbare Umgebung sind der Arbeitsplatz, die Werkbank und die Feile sind die Arbeitsmittel, das zu feilende Metallstück ist das Arbeitsobjekt

Arbeitsmittel sind in der Organisationslehre die einem Aufgabenträger zur Erfüllung einer Arbeitsaufgabe im Produktionsprozess zur Verfügung stehenden Produktionsmittel.

## Allgemeines
Aufgabenträger können Arbeitspersonen oder Maschinen sein. Eine Arbeitskraft benötigt im Regelfall Arbeitsmittel für den Prozess der Umbildung eines Arbeitsobjektes in ein Endprodukt oder eine Dienstleistung, um ein marktreifes Arbeitsergebnis zu erbringen. Dieser Umbildungs- oder Bearbeitungsprozess heißt Arbeitsleistung. Auch Maschinen benötigen oft Arbeitsmittel, um einen Arbeitsprozess durchführen zu können. Eine Arbeitsaufgabe enthält Vorgaben hinsichtlich des zu bearbeitenden Gegenstandes, der Arbeitsmittel, des Arbeitsplatzes, der Arbeitszeit und nicht zuletzt hinsichtlich der auszuführenden Tätigkeiten selbst. DIN EN ISO 6385:2004-05 definiert Arbeitsmittel als „Werkzeuge, einschließlich Hardware und Software, Maschinen, Fahrzeuge, Geräte, Möbel, Einrichtungen und andere im Arbeitssystem benutzte (System-)Komponenten“.
Der Arbeitnehmer wird bei seiner Arbeitsleistung nicht Besitzer der Arbeitsmittel, sondern gemäß § 855 BGB Besitzdiener.

## Arten
Zu den Arbeitsmitteln gehören alle Arten von Betriebs- und Geschäftsausstattung wie Büromaschinen, Büromaterial, Büromöbel, Maschinen, technische Anlagen, Werkzeuge oder Telekommunikationsanlagen. Diese Arbeitsmittel setzen sich aus mehreren Funktionseinheiten zusammen, die zueinander in Wechselwirkung stehen. Beispielsweise ist in der Automobilindustrie das Schweißgerät ein Arbeitsmittel für Arbeitskräfte, während der Schweißroboter ohne Arbeitsmittel auskommt und selbst nicht als Arbeitsmittel gilt. In der Verwaltung benötigen Bürokräfte für ihre Tätigkeit unter anderem einen Schreibtisch, Büromaterial und meist einen Computer als Arbeitsmittel.
In § 305a StGB wird seit Januar 1987 die Zerstörung bestimmter Arbeitsmittel unter Strafe gestellt. Hierzu gehören insbesondere technische Arbeitsmittel der Polizei, der Bundeswehr, der Feuerwehr, des Katastrophenschutzes oder eines Rettungsdienstes.

## Nutzung von dienstlichen Arbeitsmitteln für private Zwecke
Die Nutzung von dienstlichen Arbeitsmitteln für private Zwecke betrifft insbesondere Computer, Drucker, Faxgerät, Handy, Internetnutzung am Arbeitsplatz, Social Media oder Telefon. Arbeitsmittel werden dem Arbeitnehmer ausschließlich für dienstliche Zwecke zur Verfügung gestellt (etwa für Dienstgespräche am Telefon/Handy), so dass deren private Nutzung nicht statthaft ist. Mit ihrer privaten Nutzung erbringt der Arbeitnehmer während der Arbeitszeit nicht seine arbeitsvertraglich geschuldete Arbeitsleistung und verletzt dadurch seine Arbeitspflicht. Bei einer privaten Internetnutzung während der Arbeitszeit verletzt der Arbeitnehmer grundsätzlich seine Hauptleistungspflicht zur Arbeit, vor allem bei übermäßiger Internetnutzung am Arbeitsplatz. Hieraus folgt eine Verminderung der effektiven Arbeitszeit und Arbeitsleistung, die vom Arbeitgeber dennoch vollumfänglich vergütet wird.
Der Arbeitgeber kann dem Arbeitnehmer die private Nutzung in Form von drei Arten gestatten:
- ausdrücklich kollektiv durch Betriebsvereinbarung, individuell durch Arbeitsvertrag,
- konkludent durch schlüssiges Verhalten, wenn beispielsweise keine Regelungen zur privaten Internetnutzung vorhanden sind und gleichzeitig das private Telefonieren erlaubt ist oder
- durch betriebliche Übung, wenn die private Nutzung für den Arbeitgeber erkennbar war, von ihm geduldet wird und die Arbeitnehmer auch auf die künftige Duldung vertrauen dürfen.[10]

Die Gestattung wird vor allem die zeitliche Nutzung, den Inhalt sowie den Umfang der Nutzung beschränken. Dazu kann er dem Arbeitnehmer die Nutzung – etwa für wichtige bzw. unaufschiebbare private Belange – auf die Arbeitspausen einschränken oder die Nutzungsdauer zeitlich pro Monat begrenzen. Fehlt es an Regelungen zur privaten Nutzung der Arbeitsmittel oder werden vorhandene Regeln missachtet, handelt es sich um ein vertragswidriges Verhalten des Arbeitnehmers, das disziplinarrechtliche Konsequenzen (dienstlicher Verweis, Geldbuße, Abmahnung oder sogar Kündigung) nach sich ziehen kann.

## Arbeitsmittel nach der Betriebssicherheitsverordnung (BetrSichV)
Ziel der BetrSichV ist es nach § 1 Abs. 1 BetrSichV, die Sicherheit und den Schutz der Gesundheit von Beschäftigten bei der Verwendung von Arbeitsmitteln zu gewährleisten (Arbeitsschutz). Sie definiert Arbeitsmittel in § 2 Abs. 1 BetrSichV als „Werkzeuge, Geräte, Maschinen oder Anlagen, die für die Arbeit verwendet werden, sowie überwachungsbedürftige Anlagen“. Tätigkeit mit Arbeitsmitteln sind insbesondere das Montieren und Installieren, Bedienen, An- oder Abschalten oder Einstellen, Gebrauchen, Betreiben, Instandhalten, Reinigen, Prüfen, Umbauen, Erproben, Demontieren, Transportieren und Überwachen. Der Arbeitgeber hat nach § 3 Abs. 1 BetrSichV vor der Verwendung von Arbeitsmitteln die auftretenden Gefährdungen zu beurteilen (Gefährdungsbeurteilung) und daraus notwendige und geeignete Schutzmaßnahmen abzuleiten.
Diese Arbeitsmittel wie etwa Gerüste, Schalungen usw. sind nach der Typenstatik, die Bestandteil der Regelaufbauanleitung der Herstellerfirma ist, oder durch eine Festigkeits- und Standfestigkeitsberechnung, wenn von der Typenstatik abgewichen werden soll, zusammenzubauen. Zudem darf das Arbeitsmittel nur unter der Aufsicht einer befähigten Person und teilweise mit fachlich geeigneten Beschäftigten, z. B. beim Gerüst, zusammengebaut werden. Bei Arbeitsmitteln, deren Sicherheit von Montagebedingungen abhängt, handelt es sich um Arbeitsmittel, die durch ungeeigneten Zusammenbau einzelner Teile zu einer Gefährdung der Beschäftigten von Leben und Gesundheit werden können. In der dokumentarischen Gefährdungsbeurteilung nach § 3 BetrSichV ist festzustellen, ob es sich um solch ein Arbeitsmittel handelt, wenn es noch nicht in der Betriebssicherheitsverordnung oder in der Montageanleitung der Herstellerfirma als solches erwähnt ist.
Arbeitsmittel, deren Sicherheit von Montagebedingungen abhängt, sind vor der Benutzung durch Beschäftigte von der Befähigten Person (TRBS 1203) zu überprüfen. Die Prüfung hat den Zweck, sich von der ordnungsgemäßen Montage und der sicheren Funktion dieser Arbeitsmittel zu überzeugen. Die Prüfung ist zu dokumentieren.
Bei den Arbeitsmitteln, deren Sicherheit von Montagebedingungen abhängt, ist eine eigene, nicht nachgewiesene Aufbauweise nicht vorgesehen und stellt nach § 23 Abs. 1 BetrSichV eine Straftat dar.
Die beruflichen Voraussetzungen einer befähigten Person sind in den „Technischen Regeln für Betriebssicherheit“, der TRBS 1203, geregelt.

## Betriebswirtschaftslehre
Der Betriebswirt Erich Gutenberg fasste 1957 Arbeitsmittel und einen Teil der Arbeitsgegenstände – Energie und sonstiges Hilfsmaterial – zu dem Elementarfaktor Betriebsmittel zusammen: „Zu den Betriebsmitteln gehören auch diejenigen „Hilfsstoffe“ und „Betriebsstoffe“, die notwendig sind, um den Betrieb arbeitsfähig zu machen und zu erhalten“. Seitdem zählen sämtliche Arbeitsmittel zum Produktionsfaktor Betriebsmittel. Für ihn galt unter anderem die Wahl der Werkzeuge und Arbeitsmittel als wesentlich für die Einhaltung des Arbeitstaktes.
Erich Kosiol wies 1962 darauf hin, dass die Stelle als Organisationseinheit zur Erfüllung ihrer Stellenaufgabe auf eine einzige menschliche Arbeitskraft bezogen wird, die mit einem oder mehreren sachlichen Hilfsmitteln (Arbeitsmittel) ausgestattet sein kann.
Bei Arbeitsmitteln handelt es sich um so genannte Potenzialfaktoren, also Produktionsfaktoren, die dauerhaft (unter gewisser Abnutzung) repetitiv für die Produktion herangezogen werden können. Entscheidend für die Eigenschaft als Arbeitsmittel ist, dass es als Gebrauchsgegenstand fungiert und nicht als Verbrauchsstoff in die zu erstellenden Produkte eingeht. Repetierfaktoren gehen hingegen in das Produkt ein und sind keine Arbeitsmittel, sondern sind Roh-, Hilfs- oder Betriebsstoffe (Werkstoffe).

## Steuerrecht
Steuerrechtlich können bestimmte Berufsgruppen die Aufwendungen für Arbeitsmittel als Aufwand von der Einkommensteuer absetzen. Gleichwohl ist der Begriff Arbeitsmittel im Steuerrecht nicht genau definiert. Im weitesten Sinne versteht man darunter Hilfsmittel, die im Rahmen der Erledigung einer beruflichen Tätigkeit benötigt werden. Hierzu gehören nach der beispielhaften Aufzählung in § 9 Abs. 1 Nr. 6 EStG Berufskleidung oder Werkzeuge. Auch Fachliteratur gehört zu den steuerlich anerkannten Arbeitsmitteln.
Der Gesetzgeber unterscheidet dabei den geldwerten Aufwand zur Bereitstellung der Arbeitsmittel bei Arbeitnehmern als Werbungskosten und bei Selbstständigen als Betriebsausgaben.

## Arbeitsmittel bei Marx
Die Arbeitsmittel sind nach Karl Marx neben der Arbeit des Menschen und dem Arbeitsgegenstand das dritte Element, das den Produktionsprozess kennzeichnet und erst ermöglicht. Demnach ist Arbeitsmittel ein Sammelbegriff für alle instrumentellen und stofflichen Komponenten, die der arbeitende Mensch zur Planung, Vorbereitung und Durchführung des Produktionsprozesses benötigt und einsetzt. Er nutzt dabei deren mechanische, physikalische und chemischen Eigenschaften, um sie zweckgemäß auf die Arbeitsgegenstände „einwirken zu lassen“. Das Arbeitsmittel ist Marx zufolge „ein Ding oder ein Komplex von Dingen, die der Arbeiter zwischen sich und den Arbeitsgegenstand schiebt und die ihm als Leiter seiner Tätigkeit auf diesen Gegenstand dienen“.
Zusammen mit den Arbeitsgegenständen bilden die Arbeitsmittel die Produktionsmittel. Um den Produktionsprozess zu beginnen, muss sich das dritte Element, die Arbeitskraft, mit den Produktionsmitteln vereinen.